# Dorylus faurei
Dorylus faurei är en myrart som beskrevs av Arnold 1946. Dorylus faurei ingår i släktet Dorylus och familjen myror. Inga underarter finns listade i Catalogue of Life.